# Natan (profeet)

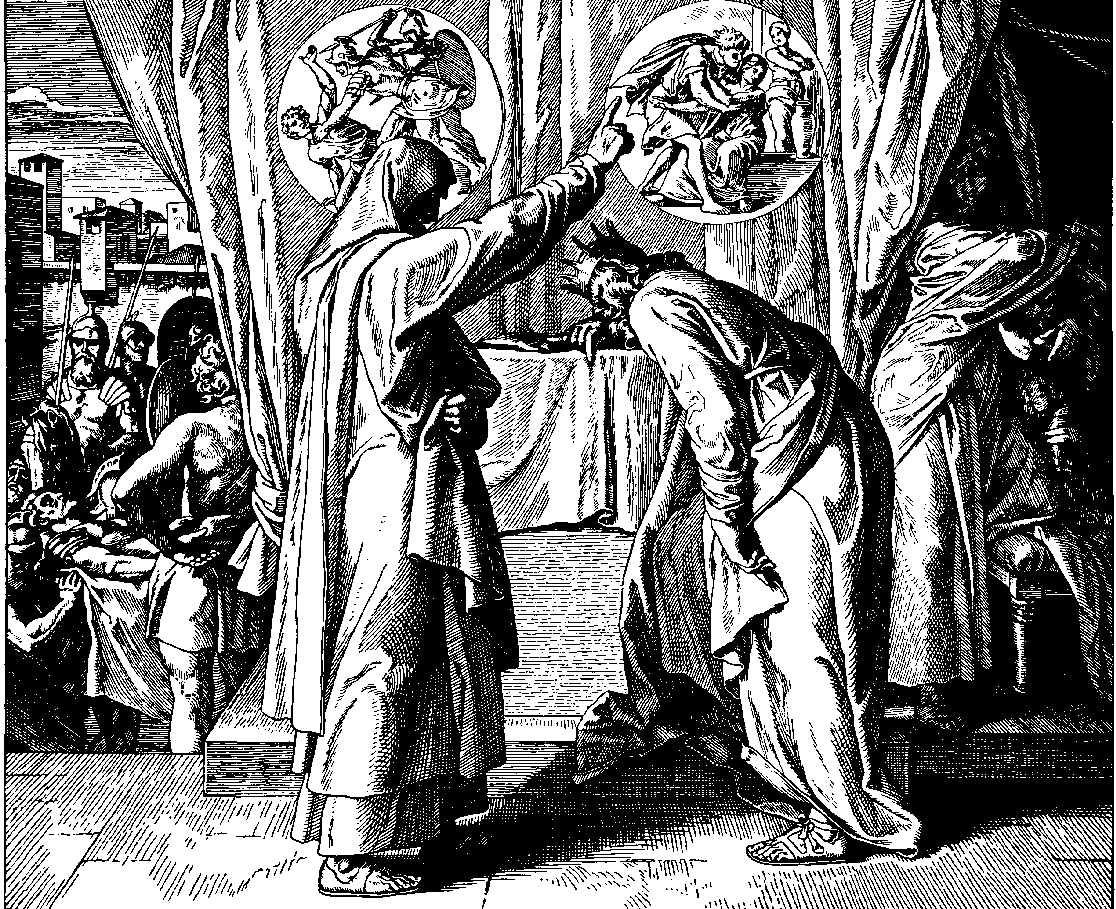
Natan bestraft David

Natan (in sommige Bijbelvertalingen ook wel: Nathan) was volgens de Hebreeuwse Bijbel een profeet in de tijd van koning David.
Natan berispte David inzake zijn overspel met Batseba. Hij vertelde David dat er een rijke man was die het enige lam van zijn arme buurman nam om het aan zijn eigen gasten voor te zetten. David zei dat de rijke man hiervoor de dood verdiende. Hierop zei Natan: "Die man, dat bent u" (2 Samuel 12). De profeet kondigde vervolgens aan dat "voortaan ... moord en doodslag in [Davids] koningshuis om zich heen [zouden] grijpen". Ondanks het berouw van de koning zou het eerste kind van Batseba sterven.
Natan was ook degene die David de boodschap bracht dat hij voor God geen tempel mocht bouwen, omdat David te veel bloed aan zijn handen had. Zijn zoon Salomo mocht voor God een tempel bouwen, de Tempel van Salomo.
Toen Adonia zich tot koning uit wilde roepen grepen Natan en Batseba in, door David te herinneren aan een belofte (1 Koningen 1:17) die in de geschiedenis van David nergens expliciet wordt vermeld. Het betreft hier waarschijnlijk een list. Zo was het mede aan Natan te danken dat Salomo tot koning gezalfd werd.